# Cuto (revista)
Cuto fue una revista sobre historietas producida desde San Sebastián por el Centro de Expresión Gráfica entre 1967 y 1968, bajo la dirección de Luis Gasca. Fue la primera publicación periódica sobre el medio que apareció en España.
Constó de 6 números, que, a pesar de su nombre (un homenaje al clásico personaje de Jesús Blasco), estuvieron dedicados en su mayor parte al cómic estadounidense.